# Dalmatie
 'Dalmatie' es un cultivar de higuera de tipo higo común Ficus carica bífera, de higos grandes de piel verde amarillento con alguna grieta longitudinal cuando madura. En América del Norte son capaces de ser cultivadas en USDA Hardiness Zones 7 a 10.

## Sinonimia
- „San Pietro“,[4][5]
- „Du Japon“,
- „Blanche Navello“,
- „Bianca Navello“,[6]

## Historia
En los centros de jardinería franceses, es posible encontrar, al menos, dos variedades distintas de higos llamados "Dalmatie"; uno con frutas verde púrpura, el otro con frutas verdes. Las observaciones proporcionadas se refieren exclusivamente a la variedad de fruta verde, descrita por primera vez en 1904 por Trabut
Esta higuera se origina en la isla de Lesina (Hvar) en la costa de Dalmacia, Croacia.

## Características
Las higueras 'Dalmatie' es un cultivar de tipo higo común Ficus carica bífera, este árbol es una variedad pequeña, de crecimiento lento, de bajo vigor y calvo porque sus ramas son moderadamente ramificadas y tienen pocas hojas profundamente cortadas, se pueden cultivar en USDA Hardiness Zones 7 a más cálida húmeda.
'Dalmatie' produce grandes brevas sabrosas piriformes de unos 120 a 150 gr, el ostiolo está abierto y la carne es rosada. Las brevas son numerosas en la primavera, pero soportan muy poco las variaciones de temperatura que las hacen caer masivamente. A pesar del excelente sabor y el gran tamaño de sus frutos, es importante no cultivar esta higuera por sus brevas, porque los raros frutos que llegan a la madurez retrasan la maduración de los numerosos higos del otoño.
Higo de tamaño grande pero más pequeños que las brevas, de unos 100 a 120 gr, con una piel hermosa de verde amarillento con alguna grieta longitudinal cuando madura. Comienzan su maduración desde mediados de agosto hasta que empiezan los fríos.
Los higos de otoño de esta variedad son tardíos y pueden no madurar, para evitar esto es preferible la eliminación de todas las brevas, aunque sean del tamaño de un guisante, puede ayudar a ganar de una a tres semanas en la madurez de los higos de otoño. También se debe de controlar la cantidad de los nuevos tallos que produce la planta, porque también ralentizan la madurez de los higos del otoño. Lo ideal es dejar que crezcan los vástagos en los años en que la estación cálida comienza temprano, para agregar o renovar las futuras ramas que transportan higos.
Esta variedad es autofértil y no necesita otras higueras para ser polinizada. El higo tiene un ostiolo que está bloqueado con resina por lo que es bastante resistente a la putrefacción, ya que evita el deterioro durante condiciones climáticas adversas

## Cultivo
'Dalmatie' es un higo rústico de muy buen gusto, calidad fragante. Fragancia frutal Fruta jugosa. Por su buena resistencia a la lluvia y al mal tiempo se cultiva sobre todo en huertas y jardines privados de Francia e Inglaterra y en los estados del centro y norte de Estados Unidos. Adaptado a espacios pequeños, en las zonas de inviernos muy fríos normalmente en grandes macetas que se ponen a resguardo cuando comienzan las heladas.
'Dalmatie' son higueras productoras de higos que dan lugar a excelente higos para todo uso, tanto para mermeladas, consumo en fresco y aplicaciones en la cocina.